# Liste der Flüsse in Peru
Dies ist eine Liste der Flüsse in Peru.

## Nach Länge
Die Länge der Flüsse wurde einer statistischen Publikation des Instituto Nacional de Estadística e Informática entnommen.
|     | Fluss         | Länge (km) | Mündung            |
| --- | ------------- | ---------- | ------------------ |
| 1.  | Río Ucayali   | 1771       | Amazonas           |
| 2.  | Río Marañón   | 1414       | Amazonas           |
| 3.  | Río Putumayo  | 1380       | Amazonas           |
| 4.  | Yavarí        | 1184       | Amazonas           |
| 5.  | Huallaga      | 1138       | Marañón            |
| 6.  | Urubamba      | 862        | Ucayali            |
| 7.  | Mantaro       | 724        | Apurímac           |
| 8.  | Amazonas      | 713        | Atlantischer Ozean |
| 9.  | Apurímac      | 690        | Ucayali            |
| 10. | Napo          | 667        | Amazonas           |
| 11. | Madre de Dios | 655        | Amazonas           |

## Nach Einzugsgebiet
Diese Liste ist nach Einzugsgebiet sortiert. Die Nebenflüsse sind unter dem Namen des Hauptflusses eingerückt. Flüsse von mehr als 400 km Länge sind fettgedruckt.

### Atlantischer Ozean
- Amazonas
  - Río Madeira (Brasilien)
    - Río Madre de Dios
      - Río Orthon (Bolivien)
        - Río Tahuamanu
          - Río Muymanu

        - Río Manuripi

      - Río Heath
      - Río Tambopata, 402 km
      - Río Las Piedras oder Tacuatimanu, 621 km
        - Río Pariamanú

      - Río Inambari, 437 km
      - Río Manú

  - Río Purús, 483 km
    - Río Acre
    - Río Yaco oder Rio Iaco
    - Río Chandless
    - Río Curanja

  - Río Yurúa oder Rio Juruá
  - Río Putumayo
    - Río Yaguas
    - Río Algodón
    - Río Campuya

  - Río Yavarí
    - Río Yavarí Mirín
    - Río Gálvez

  - Río Atacuarí
  - Río Pichana
  - Río Apayacu
  - Río Napo
    - Río Mazán
    - Río Tamboryacu
    - Río Curaray, 414 km
    - Río Aguarico

  - Río Nanay
    - Río Pintoyacu
      - Río Chambira

  - Río Marañón
    - Río Tigre, 598 km
      - Río Corrientes, 483 km
      - Río Tangarana

    - Río Samiria
    - Río Chambira
    - Río Urituyacu
    - Río Huallaga
      - Río Paranapura
      - Río Shanusi
      - Río Chipurana
      - Río Mayo
      - Río Biavo oder Río Biabo
      - Río Sisa
      - Río Huayabamba oder Río Wallapampa
        - Río Abiseo

      - Río Mishollo
      - Río Chontayacu
      - Río Tulumayu
      - Río Monzón
      - Río Higueras

    - Río Nucuray
    - Río Pastaza
      - Río Huasaga

    - Río Morona, 402 km
    - Río Santiago
    - Río Nieva
    - Río Cenepa
      - Río Comaina

    - Río Chiriaco oder Imaza
    - Río Chinchipe
    - Río Utcubamba
      - Quebrada Magunchal
      - Quebrada Seca

    - Río Chamaya
      - Río Huayllabamba
      - Río Huancabamba
      - Río Chotano
      - Quebrada San Antonio

    - Río Silaco
      - Río Llaucano

    - Río Crisnejas oder Crisnegas
      - Río Cajamarca
      - Río Condebamba

    - Río Chusgón
    - Río Yanamayo
    - Río Puchca
    - Río Vizcarra

  - Río Ucayali
    - Río Tapiche, 448 km
    - Río Guanache
    - Río Cushabatay
    - Río Pisqui
    - Río Aguaytía
    - Río Tamaya
    - Río Pachitea
      - Río Pichis
      - Río Palcazú
        - Río Pozuzo
          - Río Huancabamba oder Huayabamba

    - Río Sheshea oder Chesheya oder Chessea
    - Río Cohengua
    - Río Urubamba
      - Río Inuya
      - Río Mishahua oder Río Mishagua
      - Río Camisea
      - Río Yavero oder Paucartambo
      - Río Ticumpinia
      - Río Kepashiato oder Río Cumpirusiato
      - Río Cushireni
      - Río Vilcanota

    - Río Tambo
      - Río Perené
        - Río Pangoa
          - Río Mazamari
          - Río Satipo

        - Río Paucartambo
        - Río Chanchamayo
          - Río Tulumayo

      - Río Ene
        - Río Mantaro
          - Río Cachi oder Río Huarpa
            - Río Urubamba
            - Río Yucay oder Río Pongor
            - Río Huatata

          - Río Ichu oder Huancavelica
          - Río Occoro
          - Río Vilca oder Río Willka
          - Río Cunas

        - Río Apurímac
          - Río Pampas
          - Río Pachachaca
          - Río Santo Tomás
          - Río Velille

### Altiplano
- Río Desaguadero
  - Río Mauri
  - Titicacasee
    - Río Ilave (im Oberlauf: Río Huenque)
    - Río Coata
    - Río Ramis (im Oberlauf: Río Crucero, Río Azángaro)
      - Río Pucará (auch Río Ayaviri)
      - Río Huancané

    - Río Suches

### Pazifischer Ozean
- Río Zarumilla
- Río Tumbes
- Río Chira
- Río Piura
  - Río Bigote
  - Río Charanal
- Río Cascajal
- Río Olmos
- Río Motupe
  - Río La Leche
- Río Chancay (Lambayeque)
- Río Saña oder Río Zaña
- Río Chamán
- Río Jequetepeque
- Río Chicama
- Río Moche
- Río Virú
- Río Chao
- Río Santa
- Río Lacramarca
- Río Nepeña
- Río Casma
  - Río Sechín
- Río Culebras
- Río Huarmey
- Río Fortaleza
- Río Pativilca
- Río Supe
- Río Huaura
- Río Chancay (Huaral)
- Río Chillón
- Río Rímac
- Río Lurín
- Río Mala
- Río Omas
- Río Cañete
- Río Topara
- Río San Juan
- Río Pisco
- Río Ica
- Río Grande
- Río Acarí
- Río Yauca
- Indio Muerto oder Chala
- Chaparra
- Río Atico
- Río Caravelí
- Río Ocoña
- Río Camaná oder Río Colca
- Río Quilca oder Río Vitor oder Río Chili
  - Río Sihuas
- Río Tambo
  - Río Coralaque
- Río Osmore oder Río Moquegua oder Río Ilo

- Río Asana

- Río Locumba
- Río Sama
- Río Caplina